# معدن مینه
معدن مینه (به ژاپنی: 佐渡金山 さどきんざん) یک معدن بزرگ طلا و نقره در جزیره سادو در استان نیگاتا، ژاپن است. این معدن از ۱۶۰۱ تا سال ۱۹۷۴ مشغول به کار بود، و در سال ۱۹۸۹ بسته شد.